# Protéine membranaire périphérique

Représentation des différents types d'interaction entre protéines membranaires monotopiques et membrane biologique : (1) interaction par une hélice α amphiphile parallèle au plan de la membrane ; (2) interaction par une boucle hydrophobe ; (3) interaction par un lipide membranaire lié par covalence (lipidation) ; (4) interaction électrostatique ou ionique avec les lipides membranaires (par exemple par l'intermédiaire de cations de calcium Ca2+).

Une protéine membranaire périphérique est une protéine membranaire qui n'adhère que temporairement à la membrane biologique à laquelle elle est associée. Ces protéines peuvent se lier aux protéines membranaires intégrales ou pénétrer les régions périphériques de la bicouche lipidique. Les sous-unités protéiques régulatrices de nombreux canaux ioniques et récepteurs transmembranaires sont des exemples de protéines membranaires périphériques. Contrairement aux protéines membranaires intégrales, les protéines membranaires périphériques ont tendance à s'accumuler dans la fraction soluble dans l'eau de toutes les protéines extraites par une procédure de purification des protéines. Les protéines qui ont un ancrage GPI font exception à cette règle et peuvent avoir des propriétés de purification semblables à celles des protéines membranaires intégrales.
L'attachement réversible des protéines aux membranes biologiques régule la signalisation cellulaire et plusieurs autres phénomènes cellulaires importants en faisant intervenir des mécanismes variés. Par exemple, l'association étroite de nombreuses enzymes avec des membranes biologiques peut les rapprocher de leurs substrats lipidiques. La liaison membranaire peut également favoriser des réarrangements, des dissociations ou des changements conformationnels au sein de nombreux domaines structuraux protéiques, entraînant l'activation de leur activité biologique,. De nombreuses protéines se positionnent de surcroît sur les feuillets interne ou externe de leur membrane d'attache, ce qui facilite l'assemblage de complexes protéiques (en) en accroissant la probabilité que s'établissent les interactions protéine-protéine appropriées.

## Liaison à la bicouche lipidique

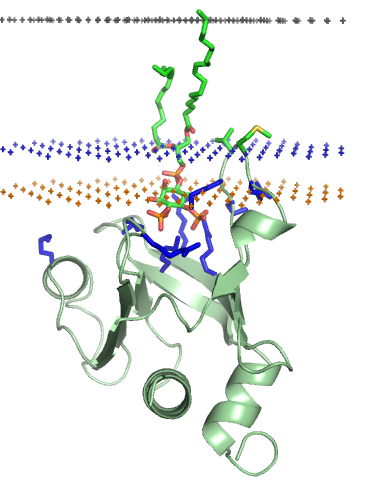
Insertion membranaire du complexe formé par le de la phospholipase C delta 4 avec l'inositol. La surface hydrophile cytosolique est représentée par les pointillés orange, la limite entre les couches hydrophile et hydrophobe est matérialisée par les pointillés bleus, et le cœur hydrophobe est marqué par les pointillés noirs.

Les protéines membranaires périphériques peuvent interagir directement avec la bicouche lipidique ou par l'intermédiaire d'autres protéines. Dans le premier cas, on parle de protéines amphitropiques. Certaines protéines, telles que les protéines G et certaines protéine kinases, interagissent simultanément avec la bicouche lipidique et des protéines transmembranaires. Certains peptides antimicrobiens, hormones peptidiques et neurotoxines s'accumulent à la surface de la membrane avant de se rassembler et d'interagir avec leurs récepteurs de surface cellulaire cibles, qui peuvent eux-mêmes être des protéines membranaires périphériques.
La bicouche phospholipidique qui forme la membrane plasmique se compose d'une région centrale hydrophobe prise en sandwich entre deux régions hydrophiles, une sur la face intérieure et l'autre sur la face extérieure de la membrane plasmique. On a montré que les surfaces internes et externes, ou régions interfaciales, de modèles de bicouches de phospholipides ont une épaisseur d'environ 0,8  à   1 nm, bien que cette épaisseur puisse être plus importante dans les membranes biologiques qui contiennent de grandes quantités de gangliosides ou de lipopolysaccharides. La région centrale interne hydrophobe de membranes biologiques typiques peut avoir une épaisseur d'environ 2,7  à   3,2 nm, estimée par diffusion des rayons X aux petits angles (SAXS). La limite entre la région centrale hydrophobe et les régions interfaciales hydrophiles est très étroite, avec une épaisseur d'environ 0,3 nm. Lorsqu'on quitte la région centrale hydrophobe vers les régions hydrophiles interfaciales, la concentration d'eau effective varie brutalement à travers cette couche limite, passant de presque zéro à une concentration d'environ 2 mol·L-1,. Les groupes phosphate dans les bicouches phospholipidiques sont entièrement hydratés ou saturés d'eau et sont situés à environ 0,5 nm en dehors de la limite de la région centrale hydrophobe.
Certaines protéines hydrosolubles s'associent irréversiblement aux bicouches lipidiques et peuvent former des canaux transmembranaires en hélices α ou tonneaux β. De telles transformations surviennent avec les toxines formant des pores (en), comme la colicine A et l'α-hémolysine. Elles peuvent également se produire pour la Bcl-2–associated X protein, pour certains peptides antimicrobiens amphiphiles et pour certaines annexines. Ces protéines sont généralement décrites comme périphériques car l'un de leurs états conformationnels est soluble dans l'eau ou n'est associé à une membrane que de façon lâche.

## Mécanismes de liaison à la membrane

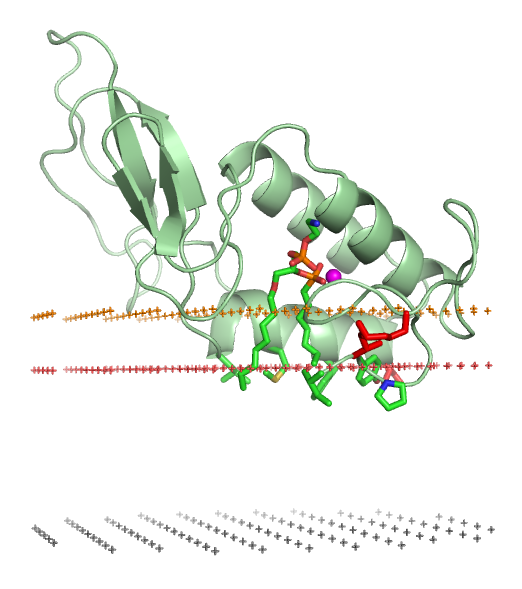
Phospholipase A2 de venin d'abeille. Les marques jaunes indiquent l'extérieur de la membrane plasmique, tandis que les marques rouges indiquent le domaine aliphatique et les marques noires le plan médian de la bicouche lipidique.

L'association d'une protéine à une bicouche lipidique peut entraîner des changements conformationnels importants affectant la structure tertiaire de la protéine. Il peut s'agir du repliement d'un domaine précédemment déplié ou d'un réarrangement du repliement du domaine de la protéine interagissant avec la membrane. Il peut également s'agir d'une modification de la structure quaternaire, avec le départ ou l'arrivée d'une ou plusieurs sous-unités ou d'oligomères peptidiques, et faire intervenir la liaison spécifique à des ions, des ligands ou des molécules de phosphatidylinositol.
Les protéines amphitropiques doivent généralement interagir fortement avec la bicouche lipidique pour être biologiquement actives. Il peut s'agir du traitement enzymatique de lipides ou d'autres substances hydrophobes, l'ancrage sur la membrane, et la liaison et le transfert de petites molécules apolaire entre différentes membranes cellulaires. Ces protéines peuvent être ancrées à la bicouche par l'intermédiaire d'interactions hydrophobes entre les lipides de la bicouche et les chaînes latérales apolaires des résidus d'acides aminés de la surface de ces protéines, par des liaisons non covalentes particulières avec des lipides régulateurs, ou par ancrage covalent à des lipides membranaires.
La composition lipidique de la membrane conditionne son affinité pour de nombreuses protéines périphériques qui lui sont associées.

### Association hydrophobe non spécifique
Les protéines amphitropiques s'associent aux bicouches lipidiques via diverses structures d'ancrage hydrophobes. Tels que des hélices α amphiphiles, des boucles apolaires exposées, des résidus d'acides aminés acylés ou lipidés par modification post-traductionnelle, ou des chaînes acyles de lipides régulateurs spécifiquement liés tels que des phosphatidylinositol phosphates. On a montré que les interactions hydrophobes sont importantes même pour des peptides et protéines fortement cationiques, comme le domaine polybasique de la protéine MARCKS (en) ou de l'histactophiline, lorsque leurs ancres hydrophobes naturelles sont présentes.

### Liaison covalente à des ancres lipidiques
Du côté cytosolique de la membrane plasmique, les protéines à ancrage lipidique sont liées par covalence à différentes chaînes acyle d'acides gras par palmitylation, myristoylation ou prénylation, tandis que, sur la face extérieure de la membrane plasmique, ces protéines sont liées par covalence à des molécules de glycosylphosphatidylinositol et de cholestérol,. L'association des protéines aux membranes biologiques par l'intermédiaire de résidus acylés est un processus réversible car la chaîne acyle peut se retrouver enfouie dans la poche de liaison hydrophobe d'une protéine après sa dissociation de la membrane. Ce processus se produit au sein des sous-unités bêta des protéines G. Les ancres lipidiques sont généralement liées à des segments très flexibles des protéines, qu'il est difficile de réoudre par cristallographie aux rayons X.

### Liaison protéine-lipide spécifique

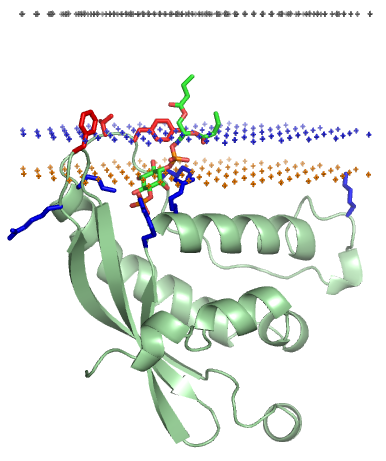
Domaine PX de sous-unité p40phox de NADPH oxydase humaine. Les marques rouges indiquent l'extérieur de la membrane plasmique, tandis que les marques bleues indiquent la transition vers le domaine aliphatique et les marques noires le plan médian de la bicouche lipidique.

Certaines protéines cytosoliques sont recrutées sur des membranes plasmiques par reconnaissance de certains types de lipides spécifiques à ces membranes. La liaison d'une protéine à un lipide spécifique fait intervenir des domaines structurels particuliers ciblant les membranes plasmiques contenant ce lipide, dont la région hydrophile se lie à des poches de liaison spécifiques sur la protéine. Il s'agit d'une interaction protéine–ligand stabilisée par la formation de liaisons hydrogène, des liaisons de van der Waals et des liaisons hydrophobes entre la protéine et le ligand lipidique. Il s'établit également des liaisons ioniques entre les résidus d'aspartate ou de glutamate des protéines et les groupes phosphate des lipides via des cations de calcium Ca2+. De telles liaisons ioniques s'établissent lorsque les protéines en solution sont déjà liées à des cations Ca2+, avant de se lier aux lipides ; c'est par exemple le cas des domaines C2 (en) et des annexines.

### Interactions protéine-lipide électrostatiques
Toute protéine chargée positivement est attirée par une membrane chargée négativement sous l'effet d'interactions électrostatiques non spécifiques. Cependant, toutes les protéines périphériques ne sont pas chargées positivement et les membranes ne sont chargées négativement que sur certaines surfaces, comme le côté cytosolique des membranes plasmiques et le feuillet externe des membranes bactériennes externes et des membranes mitochondriales externes. Les interactions électrostatiques jouent par conséquent un rôle dans le ciblage membranaire de transporteurs d'électrons comme le cytochrome c, de toxines cationiques comme le charybdotoxine, et de domaines de ciblage membranaire spécifiques comme le domaine PH (en), le domaine C1 (en) et le domaine C2 (en).
Les interactions électrostatiques sont très dépendantes de la force ionique de la solution. Elles sont relativement faibles à la force ionique physiologique (0,14 mol L−1 de NaCl), équivalant à environ 13 à 17 kJ mol−1 pour les petites protéines cationiques comme le cytochrome c, la charybdotoxine ou l'hisactophiline,,.

## Géométrie de l'insertion dans les membranes
On peut étudier l'orientation et la profondeur d'insertion de nombreux peptides et protéines amphitropiques dans les membranes par site-directed spin labeling (en) (SDSL), marquage chimique, mesure de l'affinité de liaison à la membrane de protéines obtenues par mutagenèse, spectroscopie de fluorescence, spectroscopie RMN en solution ou à l'état solide, spectroscopie infrarouge à transformée de Fourier et réflectance totale atténuée (ATR FTIR), cristallographie aux rayons X ou par diffraction de neutrons et diverses méthodes de modélisation numérique,,.
Deux modes d'association protéine-membrane ont été identifiés. Les protéines solubles dans l'eau n'ont généralement pas de résidu d'acide aminé apolaire ni d'ancrage hydrophobe, de sorte qu'elles demeurent entièrement en solution aqueuse et ne pénètrent pas dans la bicouche lipidique. De telles protéines n'interagissent avec les lipides membranaires qu'à travers des interactions électrostatiques, comme l'illustrent les ribonucléases et la polylysine. Cependant, les protéines amphitropiques présentent généralement à leur surface des ancres hydrophobes susceptibles de pénétrer dans le cœur hydrophobe de la bicouche lipidique. Ces protéines « déforment » la bicouche lipidique, ce qui abaisse la température de transition liquide-gel de cette dernière. La formation d'une liaison de ce type est un phénomène généralement fortement exothermique. L'association d'hélices α amphiphiles avec des membranes se produit de la même manière,. Des protéines intrinsèquement désordonnées ou non repliées présentant des résidus non polaires ou des ancres lipidiques peuvent également pénétrer la région interfaciale de la membrane et atteindre le cœur hydrocarboné, notamment lorsque ces peptides sont cationiques et interagissent avec des membranes chargées négativement,,.